# Чеснотна спокусниця
«Чеснотна спокусниця» (англ. A Virtuous Vamp) — американська комедійна мелодрама режисера Девіда Керкленда 1919 року.

## Сюжет
Кокетлива молода жінка влаштовується на роботу у жвавому офісі, де її присутність жахливо руйнівна. Жоден із чоловіків в офісі не може зосереджуватися на їхніх робочих місцях, поки її чарівність на показі. Звичайно, вона зупиняє свій погляд на тому чоловікові, який здається, не звертає уваги на неї.

## У ролях
- Константс Толмадж — Гвендолін Армітаж / Неллі Джонс
- Белль Дауб — місис Армітаж
- Джек Кейн — Едвард Сесіл Армітаж
- Конуей Тірл — Джейм Кровніншильд
- Жанетт Гортон — Катерина Кровніншильд
- Маргарет Лінден — Мінерва Кровніншильд
- Воллес Мак-Катчен молодший — Кірбі
- Нед Спаркс — містер Белл
- Вільям Евіль — містер Хікс
- Вільям Гонт — містер Девіс
- Гілда Грей - епізодична роль